# Nanoracks
Nanoracks è un'azienda privata aerospaziale statunitense fondata nel 2009 da Jeffrey Manber  e Charles Miller per fornire hardware e servizi commerciali per il Laboratorio Nazionale degli Stati Uniti a bordo della Stazione Spaziale Internazionale tramite un accordo Space Act con la NASA. Ha firmato il suo primo contratto con la NASA nel settembre 2009 e ha installato il suo primo laboratorio sulla Stazione Spaziale nell'aprile 2010.
La sede principale di Nanoracks è a Houston, in Texas. L'ufficio per lo sviluppo aziendale si trova a Washington e altri uffici sono ad Abu Dhabi, Emirati Arabi Uniti (EAU), e Torino, Italia. Nanoracks fornisce strumenti, hardware e servizi che consentono ad altre aziende, organizzazioni e governi per condurre ricerche e altri progetti nello spazio. Ha costruito il Bishop Airlock per lanciare carichi utili dalla Stazione Spaziale Internazionale.

## Storia

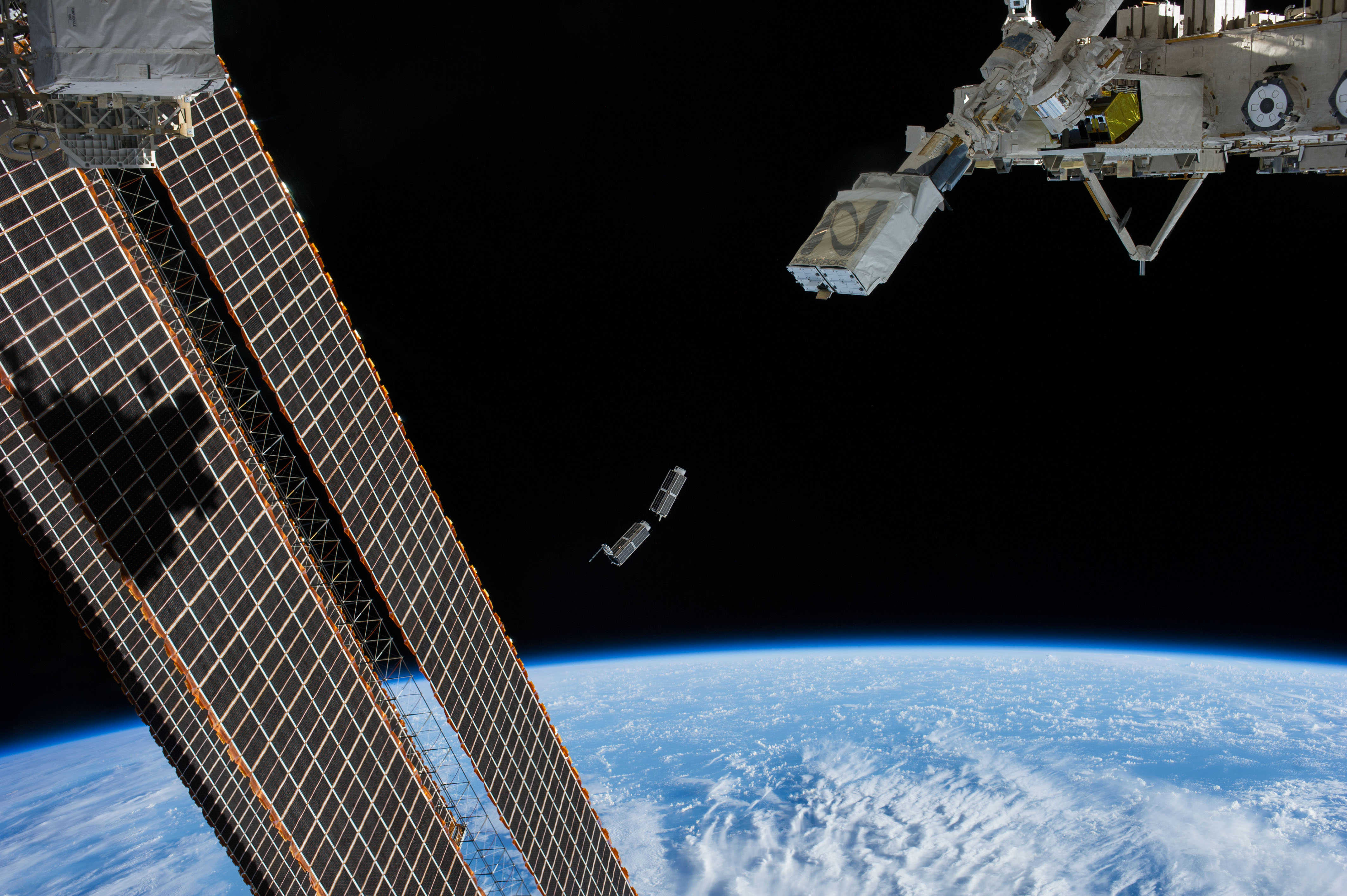
Un insieme di satelliti CubeSat dispiegati dal Nanoracks CubeSat Deployer legato all'estremità del braccio robotico giapponese sulla Stazione spaziale internazionale (25 febbraio 2014)

Nell'agosto 2012, Nanoracks ha collaborato con Space Florida per ospitare il concorso di ricerca Space Florida International Space Station (ISS). Nell'ambito di questo programma, Nanoracks e DreamUp forniscono unità di ricerca NanoLab per trasportare carichi utili sulla ISS, con la ricerca scientifica da condurre a bordo del Laboratorio nazionale degli Stati Uniti. Nell'ottobre 2013, Nanoracks è diventata la prima azienda a coordinare il dispiegamento di piccoli satelliti dalla ISS tramite la camera di equilibrio nel modulo giapponese Kibō. Questa distribuzione è stata eseguita utilizzando lo Small Satellite Orbital Deployer (J-SSOD) del Japanese Experiment Module (JEM).
Nel 2015, Nanoracks aveva dispiegato 64 satelliti nell'orbita terrestre bassa e aveva 16 satelliti sulla ISS in attesa di dispiegamento, con un portafoglio ordini di 99. La società ha anche annunciato un accordo per far volare un esperimento cinese sul DNA dall'Istituto di Pechino di Tecnologia sulla Stazione Spaziale Internazionale. L'accordo prevede che Nanoracks consegni l'esperimento sul lato americano della ISS a bordo di una navicella spaziale SpaceX Dragon e attracchi l'esperimento nelle strutture di laboratorio orbitanti di Nanoracks, quindi invii i dati ai ricercatori cinesi. Nel 2022, Nanoracks è diventata la prima azienda a tagliare un pezzo di metallo nello spazio.

## Strutture e laboratori
- Nanoracks Bishop Airlock
- Internal ISS Services (Servizi ISS interni)
- Nanoracks CubeSat Deployer
- External Platform (NREP)
- External Cygnus Deployer (E-NRCSD)
- Mars Demo-1